# Garxaspe

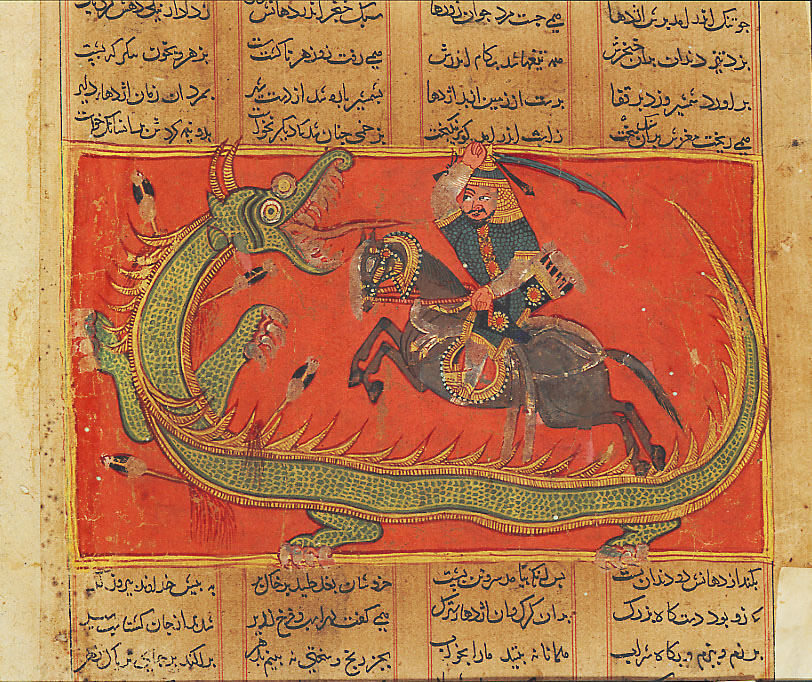
Iluminura no Xanamé jainista (Índia, c. 1425-1450) retratando Garxaspe matando o dragão

Garxaspe (em grego: گرشاسپ; romaniz.: Garšasp; em ávaro: Kərəsāspa) foi, na mitologia persa, o último xá da dinastia pisdadiana da Pérsia, de acordo com a Xanamé de Ferdusi, cujas origens remontam ao herói registrado no Avestá.

## Nome
Garxaspe porta o epíteto avéstico naire.manah de *narya-manah, "que tem uma mente máscula/heroica". Garxaspe / Carxaspe (Garšāsp / Karšāsp) é a forma em persa novo do avéstico Carasaspa (Kərəsāspa), "aquele com cavalos escassos". Em persa médio, foi registrado como Carsaspe (klsʾsp), Garsaspe (glsʾsp) e Garxaspe (glyšʾsp) e em árabe como Carxasfe (Karšāsf). A mudança de Carsaspe para Garxaspe provavelmente foi influenciada por Garxa (Gar-šāh), "rei da(s) montanha(s)", um epiteto de Gaiomarte, cuja estória por vezes se mistura com a de Garxaspe. Por fim, esse herói por vezes foi mencionado como Same (Sā(h)m) ou Samã (Sā(h)mān) Carsaspe.{

## Descrição
O Avestá descreve Garxaspe como o homem mais forte além de Zaratustra, o que provavelmente explica o porquê de Zadesprã medi-lo pelo tamanho do profeta, enquanto os textos pálavis alegam que ele tem muita força. Em Iasna 9.10, é dito que ele tem cabelo gaēsu (avéstico) / gēswar (pálavi), cujo significado é incerto. Mavindade sugeriu que o termo está associado ao fato de Garxaspe ter origem árabe (Tazigue), mas Maguxaspe afirmou que os turcos também possuem gēs, o que deve significar "tranças". Garxaspe carregava uma clava, com a qual realizou seus feitos, variadamente referida como arm-zadār ("braço esmagador"), gāw-sār ("cabeça de boi") e gad ī pērōzgar ("clava vitoriosa").

## Feitos
No Avestá, Garxaspe tinha um irmão chamado Uruacxaia (Uruuāxšaiia), que foi morto por Hitaspa (Hitāspa), a quem Garxaspe matou e arrastou em sua carruagem. A ele são atribuídos vários feitos heroicos. Iaste 19 alega que seus feitos foram possíveis quando obteve o khvaranah, que havia deixado Jã (Ima) pela terceira vez. Por conseguinte, de acordo com o Dencarde, sua força superior veio da "palavra" que recebeu como parte do segundo ramo ou função (pēšag) do dēn (e seu xwarrah), os guerreiros (artēštārīh), como parte do xwarrah de Jã. Segundo as fontes, Garxaspe matou a serpente Zaaque; o dragão gigante de três chifres, que devorava homens e cavalos, nas costas do qual cozinhou sua refeição do meio-dia; e o gigante Gandarava, que habitava o mar Vourucaxa (Vourukaṣ̌a), que com suas mandíbulas devastou a terra e, segundo o Rivāyat pálavi, arrastou Garxaspe ao oceano, onde lutaram até que Garxaspe agarrou sua pele abaixo de seus pés e a puxou e o amarrou nela. O Rivāyat pálavi e os textos persas zoroastristas afirma que ele matou os gigantes salteadores de estrada e essa afirmação está associado ao Iaste 13.136, onde o fravaxi de Garxaspe é invocado para resistir ao exército inimigo e vários tipos de ladrões (gaδa) e o mal que eles causam. Por último, Garxaspe pacificou o vento veloz, que havia sido enganado pelos deves (dēws) para ir atrás dele, e o persuadiu a sustentar o céu e a terra.
O Videvedade (1.9) menciona que Garxaspe foi o primeiro praticante do "desejo da bruxa" (parīg-kāmagīh) ou "adoração de ídolos" (uzdēs-paristagīh), uma espécie de culto desenvolvido em torno da figura da bruxa Cnataiti (Xnąθaitī). Na Criação Original, diz que o "desejo da bruxa" é a mesma adoração de Same aos deves, embora outra autoridade diga que se referia ao pecado de não amarrar o custi (wišād-dwārišnīh). No Rivāyat pálavi e nos textos persas zoroastristas, a Garxaspe se atribui o assassinato do Fogo, filho de Ormasde (Aúra-Masda), que o puniu. No Rivāyat, Ormasde pergunta a Zaratustra qual alma (ruwān) parece melhor para ele, e Zaratustra respondeu que era a de Garxaspe. Ormasde invocou sua alma do inferno e a mostrou a Zaratustra, que ficou assustado com sua ferocidade. Por causa de todo o mal que experimentou no inferno, Garxaspe teria dito que gostaria de ter sido um herbede (hērbed), ou seja, um sacerdote, com um patrono rico (tuwān). Ormasde expressou seu descontentamento, culpando-o pela morte do Fogo, mas Garxaspe implorou que lhe fosse concedido o paraíso em decorrência de seus bons feitos que impediram a ascensão de Arimã sobre a criação de Ormasde. Por fim, Carxaspe argumentou que ele era necessário para sua função escatológica, mas Ormasde ressaltou que, enquanto as pessoas continuarem pecando, o fim não chegará, e elas terão que sofrer enquanto isso. O Fogo acusou Garxaspe e se recusou a lhe dar acesso ao paraíso, mas Goxurum intercedeu e se recusou a deixá-lo retornar ao inferno por causa das coisas boas que ele fez. Zaratustra prometeu cuidar do Fogo e Ormasde explicou-lhe que estava ciente da necessidade dos feitos de Garxaspe. No Dencarde (9.15.4), Ormasde é persuadido a deixar Garxaspe a adentrar hamistagã. No Ṣad dar-e Bondaheš, alega-se que Garxaspe cometeu pecado contra Ardivaiste, o amarspande protegendo o fogo, e especifica-se que o pecado foi extinguir o fogo. Nesse relato, Zaratustra também promete cuidar do fogo e Ardivaiste perdoou a alma de Garxaspe.